# Référendum sur la fin de l'apartheid

Carte des résultats du référendum par région.

Le référendum sur la fin de l'apartheid est un référendum ayant eu lieu le 17 mars 1992 en Afrique du Sud. Destiné et réservé à la seule population blanche du pays, la question posée aux électeurs vise à obtenir leur soutien aux réformes lancées par le président Frederik de Klerk et de l'autoriser à poursuivre les négociations constitutionnelles, entamées en 1990, avec le Congrès national africain (ANC). L'objectif est de valider également l'abrogation des lois de l'apartheid. Le taux de participation atteint 85,08 % soit 2 804 947 votants sur les 3 296 800 membres du corps électoral. Le « oui » à la question posée remporte le soutien de 68,73 % des votants soit 1 924 186 personnes contre 31,27 % des votants qui s'y sont opposés soit 875 619 personnes. Sur les 9 circonscriptions référendaires, seule celle de Pietersburg dans le Nord-Transvaal a voté « non ».

## Question soumise au référendum
La question était adressée dans les deux langues nationales, soit l'anglais et l'afrikaans :
« Do you support continuation of the reform process which the State President began on 2 February 1990 and which is aimed at a new Constitution through negotiation? »
« Ondersteun u die voortsetting van die hervormingsproses wat die Staatspresident op 2 Februarie 1990 begin het en wat op ‘n nuwe grondwet deur onderhandeling gemik is? »
« Soutenez-vous la poursuite du processus de réforme engagé par le président de l’État le 2 février 1990 et qui vise une nouvelle constitution par voie de négociation ? »
| Choix                 | Votes     | %     |
| --------------------- | --------- | ----- |
| Pour                  | 1 924 186 | 68,73 |
| Contre                | 875 619   | 31,27 |
| Invalide/abstention   | 5 142     | –     |
| Totale                | 2 804 947 | 100   |
| Électeurs enregistrés | 3 296 800 | 85,08 |

## Contexte
Depuis la libération de Nelson Mandela en février 1990 et la levée de l’interdiction de l’ANC et du Parti communiste sud-africain (SACP), le Parti national (NP) au pouvoir subit revers sur revers lors des élections partielles face au parti conservateur (CP) d'Andries Treurnicht. À la suite de la victoire des candidats conservateurs à Uitenhage puis le 19 février 1992 à Potchefstroom dans l'ancien bastion électoral de Louis Le Grange, Treurnicht somme le gouvernement de convoquer de nouvelles élections générales, soulignant que les résultats de ces partielles prouvaient que le gouvernement ne disposait d’aucun soutien ni mandat pour brader les intérêts  du peuple blanc en général et des Afrikaners en particulier, ces derniers constituant le socle électoral du Parti national. Le président sud-africain est d'autant plus gêné qu'il avait fait de l'élection de Potchefstroom un test national de soutien de la population blanche à ses réformes. De Klerk décide alors d'organiser un référendum permettant de sonder clairement les souhaits des Blancs par le biais d'une question simple et binaire. Ce processus permet également d'amalgamer dans un même vote les voix réformistes (jusque-là dispersées entre plusieurs formations) face aux conservateurs. 
La campagne électorale est intense. Les adversaires aux réformes réunissent dans un même camp le parti conservateur, le Parti national reconstitué, le Mouvement de résistance afrikaner (AWB), divers groupuscules d'extrême-droite et plusieurs dissidents du NP, notamment Pieter Botha, l'ancien président sud-africain. Face à Andries Treurnicht qui dénonce le danger de la loi de la majorité noire  et de l'ANC communiste, le Parti national a pour objectif de mobiliser l'électorat autour d'un projet de passage en douceur du pouvoir vers la majorité noire, tout en obtenant par les négociations des garanties fondamentales et protectrices pour les minorités. Pour faire aussi passer le message que le camp du oui est celui de la paix et le camp du non, celui de la guerre, il utilise adroitement dans ses affiches l'image répulsive d'Eugène Terre'Blanche (le chef de l'AWB) comme symbole des opposants aux réformes.

## Résultats
Le 17 mars 1992, sur les 3 296 800 électeurs inscrits, 2 804 947 se rendent aux urnes. Le « oui » l’emporte avec 68,73 % des voix. S’imposant largement dans les régions côtières, le oui est moins net et moins enthousiaste dans les régions de l'intérieur comme à Pretoria, Bloemfontein ou Roodepoort. À Kroonstad, fief du parti conservateur où 5 députés sur 7 ont fait campagne pour le non, c'est un oui de justesse qui sort des urnes (52 %). Seule la région rurale et conservatrice du Transvaal du nord marque son hostilité aux réformes (57 % de non). 
Muni de ces résultats, Frederik De Klerk déclare alors devant les bâtiments du parlement du Cap  qu'« aujourd’hui, nous avons fermé le livre de l’apartheid ».

## Résultats régionaux
| Province            | Région           | Pour    | Pour  | Contre  | Contre | Total Votes valides |
| Province            | Région           | Votes   | %     | Votes   | %      | Total Votes valides |
| ------------------- | ---------------- | ------- | ----- | ------- | ------ | ------------------- |
| Province du Cap     | Beaufort West    | 18,941  | 61,62 | 11,798  | 38,38  | 30,739              |
| Province du Cap     | Le Cap           | 355,527 | 84,88 | 63,325  | 15,12  | 418,852             |
| Province du Cap     | East London      | 66,675  | 78,28 | 18,498  | 21,72  | 85,173              |
| Province du Cap     | George           | 40,075  | 65,39 | 21,211  | 34,61  | 61,286              |
| Province du Cap     | Kimberley        | 33,504  | 54,48 | 27,993  | 45,52  | 61,497              |
| Province du Cap     | Port Elizabeth   | 87,216  | 74,46 | 29,909  | 25,54  | 117,125             |
| Natal               | Durban           | 204,371 | 85,03 | 35,975  | 14,97  | 240,346             |
| Natal               | Pietermaritzburg | 66,500  | 75,98 | 21,023  | 24.02  | 87,523              |
| État libre d'Orange | Bloemfontein     | 58,066  | 58,60 | 41,017  | 41,40  | 99,083              |
| État libre d'Orange | Kroonstad        | 54,531  | 51,54 | 51,279  | 48,46  | 105,810             |
| Transvaal           | Germiston        | 164,025 | 65,38 | 86,844  | 34,62  | 250,869             |
| Transvaal           | Johannesburg     | 324,686 | 78,30 | 89,957  | 21,70  | 414,643             |
| Transvaal           | Pietersburg      | 37,612  | 43.02 | 49,820  | 56,98  | 87,432              |
| Transvaal           | Pretoria         | 287,720 | 57,37 | 213,825 | 42.63  | 501,545             |
| Transvaal           | Roodepoort       | 124,737 | 52,44 | 113,145 | 47.56  | 237,882             |

## Documents multimédias
- Nuwe Suid Afrika oorgawe 1van2, débats discours et interventions télévisées (1991 et campagne référendaire de 1992), SABC.
- Afrikaans TV1 News - White Referendum towards ending Apartheid (1992), SABC, 1992
- White South Africa votes in 1992 referendum, SABC, 1992